# Deborah Willis (artiste)
Pour les articles homonymes, voir Deborah Willis (homonymie).
Deborah Willis, aussi connue comme Deb Willis, née le 5 février 1948 à Philadelphie, est une artiste contemporaine noire-américaine. Elle est photographe, commissaire d'exposition, historienne de la photographie, autrice et enseignante.
Elle a notamment reçu une bourse MacArthur en 2000.
Elle est professeure et présidente du Département de photographie et d'imagerie à la Tisch School of the Arts de l'université de New York.

## Biographie

### Famille et vie privée
Deborah Willis est née à Philadelphie le 5 février 1948. Son père Thomas Willis est photographe. Deborah Willis est la mère de l'artiste conceptuel Hank Willis Thomas (en).
Elle a des liens forts avec sa famille, comme le montrent des œuvres comme Daddy's Ties: The Tie Quilt II (« Les cravates de papa : la courtepointe à cravate II », 1992) ou l'exposition en duo Progeny: Deborah Willis and Hank Willis Thomas (« Progéniture : Deborah Willis et Hank Willis Thomas », 2009),.
On lui diagnostique un cancer du sein en 2001.

### Formation
Willis obtient un baccalauréat en beaux-arts en photographie à l'université des arts (Philadelphie) en 1975 ; un master en photographie à l' Institut Pratt en 1979 ; un Master of Arts en histoire de l'art au City College of New York en 1986 ; un doctorat du programme d'études culturelles de à l'université George-Mason en 2001,.

### Photographie Noire-américaine
Au début de sa carrière, Deborah Willis cherche à mettre en valeur les photographes Noirs-américains.
Avec l'aide de Richard Newman des éditions Garland, elle publie en 1985 son premier livre, Black Photographers, 1840-1940: an Illustrated Bio-bibliography (« Photographes Noirs, 1840-1940 : une bio-bibliographie illustrée »). Elle a rassemblé 300 photographies pour cet ouvrage. Comme elle le raconte dans une interview, avant la sortie du livre, la plupart des photographes, jusqu'alors ignorés, étaient prêts à jeter leur travail. Willis publie en 1989 un deuxième volume, An Illustrated Bio-Bibliography of Black Photographers, 1940-1988 (« Une Bio-bibliographie illustrée des photographes Noirs, 1940-1988 »), dans lequel on trouve des photographes contemporains.
Intéressé par « la documentation et la préservation historique et culturelle », elle publie une vingtaine de livres sur les photographes Noirs-Américains et sur la représentation des Noirs dans la photographie. Parmi ceux-ci, on peut citer Reflections in Black: A History of Black Photographers 1840 to the Present (2002), Posing Beauty: African American Images from the 1890s to the Present (2009) et Black: A Celebration of a Culture (2014).
Elle coproduit le documentaire Through a Lens Darkly: Black Photographers and the Emergence of a People (en), basé sur son propre livre Reflections in Black (2002).

### Commissariat d'exposition
Entre 1980 et 1992, Willis est conservatrice photo et coordinatrice des éditions et expositions au Arthur Schomburg Center for Research in Black Culture de la New York Public Library. Elle est ensuite pendant 8 ans commissaire d'exposition au Centre pour l'histoire et la culture Afro-américaine du Smithsonian Institution,.
Parmi les expositions qu'elle a organisées, on peut citer :
- Constructed Images: New Photography, qui a circulé entre 1989 et 1992[9],[14],[15]
- Reflections in Black, Pavillon des Arts et Industries, Smithsonian Institution, Washington, 2000, sur la photographie Noire-Américaine[16]. L'exposition circule aux États-Unis entre 2000 et 2003[17],[18]
- Let Your Motto Be Resistance: African American Portraits, mai 2007, exposition inaugurale du Musée national de l'histoire et de la culture afro-américaines[19]
- Posing Beauty in African American Culture, automne 2009, Tisch School of the Arts, université de New York

### Enseignement
Entre 2000 et 2001, elle occupe le poste de « Lehman Brady Visiting Joint Chair Professorship » en études documentaires et études américaines à l'Université Duke et à l'Université de Caroline du Nord à Chapel Hill. Elle est professeure et présidente du Département de photographie et d'imagerie à la Tisch School of the Arts de l'université de New York,.

## Prix et récompenses
- 1995 : Prix de l'écriture aux Infinity Awards, Centre international de la photographie[22]
- 1996 : Prix Anonymous Was A Woman[23]
- 2000 : Bourse MacArthur[24]
- 2003 : doctorat honorifique, Maryland Institute College of Art (en)[7]
- 2005 : bourse Fletcher, Fletcher Foundation (en)[25]
- 2005 : Bourse Guggenheim, Fondation John-Simon-Guggenheim[26]
- 2013-2014 : Bourse Richard D. Cohen en art Africain et Afro-américain, Hutchins Center for African and African American Research (en), université Harvard[27]
- 2020 : Prix pour service éminent, Royal Photographic Society[28]

## Œuvre artistique et photographique
Deborah Willis documente la beauté du corps féminin, comme dans le triptyque en courtepointe Tribute to the Hottentot Venus: Bustle.
Dans ses courtepointes, Willis incorpore de la photographie. Daddy's Ties: The Tie Quilt II (« Les cravates de papa : la courtepointe à cravate II », 1992) est un assemblage qui comprend des boutons ou des pinces à cravate, formant « un mémorial souple et de forme irrégulière ». L'œuvre crée des liens entre les générations et les genres, elle évoque l'enseignement des pères à leurs fils, le passage à l'âge adulte, les femmes ajustant les cravates de leurs maris. Mais la coupe et l'agencement des cravates peuvent aussi être le signe du rejet d'une telle nostalgie. Cet assemblage « commémore également les soldats Noirs qui ont combattu pendant la Seconde Guerre mondiale », Willis incorporant des photographies de soldats.
Le travail de Willis sur les Noirs-Américains est évident dans Tribute to the Hottentot Venus: Bustle, une courtepointe en triptyque avec photos en lin. À gauche et à droite on trouve des représentations  en silhouette de Saartjie Baartman, surnommée « la Vénus Hottentot ». L'image centrale montre une robe bouffante du XIXe siècle, dont la forme souligne celle des fesses. Pour Willis, l'utilisation de la courtepointe « nous rappelle qui nous sommes et ce que nos ancêtres ont été pour nous dans la société au sens large ».
Elle a été représentée par la Gallery Bernice Steinbaum à Miami et Charles Guice Contemporary à Berkeley. Parmi ses expositions, on peut citer :
- Deborah Willis, Hughley Gallery & Objects, Atlanta, 1992, avec « des petites courtepointes narratives, créées à partir de photographies et documents de famille »[32]
- Deborah Willis: Tied to Memory, Kemper Museum of Contemporary Art (en), Kansas City, 2000[33]
- Regarding Beauty, université du Wisconsin à Madison, 2003, qui présente des « photographies et courtepointes autobiographiques »[34]
- Progeny, avec Hank Willis Thomas (en), Bernice Steinbaum Gallery, Miami, 2008[35]. L'exposition a été montrée en 2009 à New York et à Sacramento[6]

## Publications

### Travail personnel
- (en) Deborah Willis, Family History Memory : recording African American life, New York, Hylas, 2005, 256 p. (ISBN 1-59258-086-6).
- (en) Deborah Willis, Hank Willis Thomas (en) et Kalia Brooks, Progeny : Deborah Willis and Hank Willis Thomas, New York, Miriam and Ira D. Wallach Art Gallery, Columbia University, 2009 (ISBN 978-1-884919-23-7).

### Reportages
- (en) Deborah Willis et Kevin Merida, Obama : The historic campaign in photographs, New York, Amistad, 2008 (ISBN 978-0-06-173309-3, lire en ligne).
- (en) Deborah Willis et Emily Bernard, Michelle Obama : The First Lady in Photographs, New York, W. W. Norton, 2009 (ISBN 978-0393077476).

### Photographie et histoire Noire-Américaine
- (en) Deborah Willis-Thomas, Black Photographers, 1840–1940 : an illustrated bio-bibliography, New York, Garland, 1985 (ISBN 0-8240-9147-7).
- (en) David C. Driskell, David L. Lewis et Deborah Willis Ryan, Harlem Renaissance : Art of Black America, New York, The Studio Museum in Harlem, Harry N. Abrams, 1987 (ISBN 0-8109-1099-3, lire en ligne).
- (en) Deborah Willis-Thomas, An Illustrated Bio-bibliography of Black Photographers, 1940–1988, New York, Garland, 1989 (ISBN 0-8240-8389-X).
- (en) Deborah Willis et Howard Dodson, Black Photographers Bear Witness : 100 years of social protest, Williamstown, Williams College Museum of Art, 1989 (ISBN 0-913697-09-5).
- (en) Deborah Willis et Lorna Simpson, Lorna Simpson, San Francisco, Friends of Photography, 1992 (ISBN 0-933286-60-0).
- (en) Deborah Willis, Early Black Photographers, 1840-1940 : 23 postcards, New York, New Press, 1992 (ISBN 1-56584-007-0, lire en ligne).
- (en) Deborah Willis-Braithwaite et Rodger C. Birt, VanDerZee, photographer, 1886–1983, New York, H. N. Abrams, 1993 (ISBN 0-8109-3923-1, lire en ligne).
- (en) Deborah Willis, J. P. Ball, daguerrean and studio photographer, New York, Garland, 1993 (ISBN 0-8153-0716-0).
- (en) David C. Driskell, David L. Lewis et Deborah Willis, Harlem Renaissance : Art of Black America, New York, Studio Museum in Harlem, Abradale Press, 1994 (ISBN 0-8109-8128-9, lire en ligne).
- (en) Deborah Willis, Picturing Us : African American identity in photography, New York, New Press, 1994 (ISBN 1-56584-107-7, lire en ligne).
- (en) Deborah Willis et Jane Lusaka, Imagining Families : Images and voices, Washington, National African American Museum, a Smithsonian Institution Project, 1994 (ISBN 1-885892-00-4).
- (en) Michael H. Cottman et Deborah Willis, Million Man March, New York, Crown Trade Paperbacks, 1995 (ISBN 0-517-88763-0, lire en ligne).
- (en) Deborah Willis et Jane Lusaka, Visual Journal : Harlem and D.C. in the thirties and forties, Washington, Smithsonian Institution Press, 1996 (ISBN 1-56098-691-3, lire en ligne).
- (en) Michael H. Cottman, Deborah Willis et Linda Tarrant-Reid, The Family of Black America, New York, Crown Trade Paperbacks, 1996 (ISBN 0-517-88822-X, lire en ligne).
- (en) Deborah Willis, Reflections in Black : A history of Black photographers, 1840 to the present, New York, W. W. Norton, 2000 (ISBN 0-393-04880-2, lire en ligne).
- (en) Stanley Crouch et Deborah Willis, One Shot Harris : The photographs of Charles Harris (en), New York, Harry N. Abrams, 2002 (ISBN 0-8109-3272-5).
- (en) Deborah Willis et Carla Williams, The Black Female Body : A photographic history, Philadelphie, Temple University Press, 2002 (ISBN 1-56639-928-9).
- (en) David L. Lewis et Deborah Willis, A Small Nation of People : W. E. B. Du Bois and African-American portraits of progress, New York, Amistad, 2003 (ISBN 0-06-052342-5, lire en ligne).
- (en) Deborah Willis, Sean Moore et Karen Prince, Black : A celebration of a culture, Irvington, NY, Hylas, 2004 (ISBN 1-59258-051-3).
- (en) Deborah Willis, Let Your Motto Be Resistance : African American portraits, Washington, National Museum of African American History and Culture, Smithsonian Institution, 2007, 176 p. (ISBN 978-1-58834-242-3, présentation en ligne).
- (en) Deborah Willis, Posing Beauty : African American images from the 1890s to the present, New York, W. W. Norton, 2009, 280 p. (ISBN 978-0-393-06696-8, présentation en ligne, lire en ligne).
- (en) Deborah Willis et Barbara Krauthamer, Envisioning Emancipation : Black Americans and the End of Slavery, Philadelphie, Temple University Press, 2012, 240 p. (ISBN 978-1-43990-985-0, présentation en ligne).
- (en) Deborah Willis, The Black Civil War Soldier : A Visual History of Conflict and Citizenship, New York, New York University Press, 2021, 256 p. (ISBN 978-1-47980-900-4, présentation en ligne).
- (en) Brian Wallis et Deborah Willis, African American Vernacular Photography : selections from the Daniel Cowin Collection, New York, International Center of Photography, 2005 (ISBN 3-86521-225-5).